# Lev Kuleshov
Lev Vladímirovich Kuleshov (en ruso: Лев Влади́мирович Кулешо́в; Tambov, Imperio Ruso, 13 de enero de 1899 – Moscú, URSS, 29 de marzo de 1970) fue uno de los pioneros del cine soviético. Cineasta y teórico famoso por sus experimentos en torno al montaje del cine, Kuleshov aportó experiencias y conocimiento en torno al lenguaje cinematográfico.
Comenzó a trabajar en el mundo del cine en 1916 junto a Yevgueni Bauer. Realizó también pequeños documentales durante la   guerra civil, entre 1918 y 1920. Colaboró en la creación de la primera escuela de cine del mundo (la Escuela de Cine de Moscú), donde, más adelante, trabajó como profesor. En este entorno, creó un grupo de trabajo al que llamaría el Laboratorio junto a personajes como Vsévolod Pudovkin, Borís Barnett, Porfiri Podobed, Serguéi Komarov, Vladímir Fogel, Leonid Obolenski y Aleksandra Jojlova.
Alguna de sus películas más notables fueron Las extraordinarias aventuras de Mr. West en el país de los bolcheviques (1924), Por ley (1926) o El gran consolador (1933). Además, en 1941 escribió Fundamentos de dirección de cine, aunque muchos de los resultados de sus experimentos fueron recogidos en textos de Vsévolod Pudovkin.
A partir de 1944, Kuleshov dedicó su tiempo a la enseñanza en la Escuela de Cine de Moscú. Sus últimos años los pasó junto a Aleksandra Jojlova en un apartamento en Moscú.
Lev Kuleshov murió en Moscú el 29 de marzo de 1970.

## Sus primeros años
Lev Vladímirovich Kuleshov nació el 13 de enero de 1899 en la ciudad de Tambov, al sudoeste de Moscú. Hijo de un artista y una maestra, Kuleshov estuvo desde el principio cerca del mundo del arte. Comenzó a interesarse por el dibujo y mantuvo sus primeros contactos con el cine en las tres salas de cine de Tambov.
En 1910, tras la muerte de su padre, Kuleshov se trasladó con su madre a Moscú. Allí trabajaba su hermano Borís como ingeniero en la central eléctrica.
Entre 1913 y 1916 realizó estudios de arte en la Escuela de Pintura, Escultura y Arquitectura de Moscú con la intención de dedicarse a la pintura. Sin embargo, dentro de la escuela, comenzó a interesarse por la escenografía.
En 1916 empezó a trabajar para un periódico femenino como dibujante de moda. Ese mismo año fue contratado por el estudio cinematográfico de Janzhónkov para hacer de escenógrafo. Fue entonces cuando comenzó a trabajar con Yevgueni Bauer, un realizador de renombre dentro de la época zarista.
La mayoría de los filmes de Bauer en los que trabajó Kuleshov eran dramas con situación de triángulo ambientados en la alta sociedad. Uno de ellos fue El rey de París. Más adelante, mientras estaban rodando Por la felicidad, en la que Kuleshov hacía también de protagonista, Bauer murió y Kuleshov tuvo que terminar el rodaje del filme.
Después de finalizar Por la felicidad y verse en la pantalla, Kuleshov observó rasgos naturalistas que no le gustaron. En ella hacía que se enamoraba de una chica de la que se enamoró en la vida real. A partir de ese momento comenzó a odiar ese naturalismo en el que se había reconocido.

## Primera etapa

### El proyecto del ingeniero Prait
En 1917, dirigió su primera película, El proyecto del ingeniero Prait, en la que aplicó muchas técnicas (acciones paralelas,  alternadas,  flash-backs, primeros planos con función dramática). En este filme de género policíaco se podía observar la clara influencia del  cine estadounidense, en especial, del cine de Griffith.

### Geografía creativa
Durante el rodaje de El proyecto del ingeniero Prait, Kuleshov se dio cuenta de la potencialidad del montaje y de su importancia, un campo apenas explorado hasta el momento.  En él comenzaron a reflejarse algunos principios cinematográficos que empezaría a desarrollar de forma teórica en diversos artículos y textos. Estos escritos eran parte de lo que en un futuro iba conformar su libro El arte del cine.
El descubrimiento vino por accidente. Les faltaban algunos planos de los personajes mirando unos postes eléctricos. Kuleshov se dio cuenta de que el mismo efecto se podía conseguir grabando por separado los planos de los actores mirando fuera de campo y por otro lado los postes. Decidió entonces grabar el poste de luz en un sitio y la pareja mirando fuera de campo, ambos planos en diferentes zonas de Moscú.
Gracias a este filme, Kuleshov descubrió la posibilidad de inventar, a través del montaje, el mundo, la geografía. Mediante la yuxtaposición de imágenes rodadas en diferentes lugares, se crea una unidad espacio-temporal cuya existencia depende totalmente del medio cinematográfico.  A este resultante "universo" se le llama comúnmente "espacio cinematográfico" en la literatura referente al lenguaje audiovisual. A través del montaje era posible crear un nuevo lugar terrestre que no existía de otra manera.
Kuleshov se refiere a este experimento como la invención del mundo, llamado también paisaje artificial y geografía creativa. Fue el primero en articular este efecto, lo cual no quiere decir que fuera el primero en llevarlo a cabo.

### El efecto Kuleshov
Otro de sus experimentos más reconocidos fue el llamado Efecto Kuleshov. En él se reconoció, una vez más, la enorme importancia del montaje y demostró la tendencia a leer textos yuxtapuestos como uno solo, construyendo una historia. Además, definió el plano como  signo que construye el cine, del mismo modo que las letras hacen palabras, que después son textos.
Este experimento realizado a través del montaje se basó en la yuxtaposición de un mismo primer plano del actor Iván Mozzhujin con planos de un plato de sopa, una niña en un ataúd y una mujer en un diván. Las tres breves secuencias hacían al espectador reconocer en la impasible cara del actor las sensaciones de hambre, dolor y la lujuria.

### Revolución rusa
En 1917 estalló la  revolución rusa. En este contexto, y con Lenin en el poder, en 1919 se instauró el decreto de nacionalización de la industria cinematográfica, pasando ésta a estar bajo la dirección del Comisariado del Pueblo para la Instrucción.  Por otro lado, el Comité Cinematográfico puso a Kuleshov a la cabeza de la sección encargada de remontar los viejos filmes para el público soviético. Poco después se convierte en director de la sección de cine-diarios.
Entre 1918 y 1919, rodó La canción inacabada de amor. Fue la última película de producción privada durante un tiempo.
Durante los primeros años de la  guerra civil, entre 1918 y 1920, Kuleshov trabajó como montador y participó en tomas de documentales en Moscú y otras ciudades rusas. En 1918, por ejemplo, realizó la toma de algunos planos en el viaje en tren del  ejército bolchevique por la Rusia Oriental.
La autoría de alguno de los documentales de la época no queda totalmente esclarecida. De este modo, según  Boltanski, Kuleshov sería autor de El día de la juventud comunista, aunque algunos historiadores la han atribuido a Vladímir Gardin. Otros filmes de origen polémico son La revisión del Ejecutivo del Comité Central en la provincia de Tver, La exhumación de las reliquias de Sergio de Rádonezh y Somos de los Urales.
Tras volver del frente, Kuleshov, que había participado de la organización de la Escuela Estatal de Cinematografía junto a Vladímir Gardin, comenzó a dar clases en ella.
Entre marzo y abril de 1920, estaba como colaborador externo en el Instituto Nacional de Cinematografía. Estaba decepcionado por la convencionalidad de la docencia. Prepara a un grupo de estudiantes que habían suspendido y estos se acaban convirtiendo en los primeros de la escuela. Después de semejante debut fui invitado a ser profesor en la Primera Escuela Estatal de Cinematografía y llegué a ser pedagogo.

## Segunda etapa
En 1920, nace el llamado Laboratorio, una sección especial dentro del Instituto Cinematográfico, donde Kuleshov trabajó con un grupo restringido de estudiantes. Algunos de los estudiantes que formaban parte del Laboratorio fueron  V. Pudovkin, Borís Barnett, P. Podobed, S. Komarov, N. Foel, A. Jojlova y Leonid Obolenski.
Junto a alguno de sus alumnos, Kuleshov realizó algún filme de propaganda. De este modo, el 1 de mayo de 1920 llevaron a cabo la filmación de Subbótnik (Sábado rojo). Rodaron también En el frente rojo.
En esa época de conflictos, la cinta cinematográfica escaseaba. Por esta razón, algunos de los filmes (como En el frente rojo y Somos de los Urales) fueron cedidos a los norteamericanos a cambio de película virgen.
En 1922, se rodó Las aguas minerales del Cáucaso.
Tras su regreso del frente Kuleshov ofreció dedicación absoluta al Laboratorio. En este momento, su familia la integraban su compañera sentimental Aleksandra Jojlova (nieta de Pável Tretiakov, fundador de la Galería Tretiakov) y el hijo de ella tenido en el matrimonio con el actor Konstantín Jojlov.
Hasta 1924, el Laboratorio trabajó casi exclusivamente en nuevos experimentos sobre el montaje, en la realización de los llamados filmes sin película y en la puesta a punto de nuevos métodos de trabajo del actor.

### Experimentos en el Laboratorio

#### Nueva investigación sobre lageografía creativa
Se construye una escena entera con un espacio inventado por el montaje. La actriz Aleksandra Jojlova se encuentra en una calle de Moscú mientras que el otro actor, Leonid Obolenski, se encuentra en la orilla del río Moscova. Él sonríe, camina hacia ella, y una vez juntos, se dan la mano frente al monumento a Gógol. Se giran mirando hacia un lado, y se ve el Capitolio. En el siguiente plano se ve a los actores tomando una decisión en el Boulevard Prechístenski y se los ve subir por las escaleras de la  Catedral de Cristo Salvador. El efecto resultante, a pesar de que los planos habían sido grabados en lugares diferentes, conseguía dar la impresión de que los protagonistas habían llegado al Capitolio.
En el plano que mostraba el apretón de manos no estaban tan siquiera los propios actores, sino que emplearon sus abrigos con personas distintas sin que se notase la diferencia y sin dar sensación de discontinuidad.

#### Experimentos para crear una mujer
El experimento anterior, y en concreto el plano del apretón de manos, dio paso al siguiente ejercicio que consistía en la filmación y montaje de planos de diferentes de chicas para construir una sola. Al no haber visto la totalidad de ninguna de ellas, daba la sensación de que eran partes de la misma persona, construyendo así una persona mediante el montaje.

#### Tercer experimento
El tercer experimento en torno al montaje y sus significados se basaba en la comparación de dos  secuencias. En la primera se mostraba un preso hambriento al que le daban un tazón de sopa y lo devoraba felizmente. En la segunda secuencia se mostraba a un preso, pero con otro objeto de deseo, la libertad. Le liberaban y aparecía feliz también. La diferencia de la felicidad del actor en ambas secuencias se basaba en el contexto.

#### Cuarto experimento
El cuarto experimento se trataba de comparar dos filmes. En el primero de ellos, y con la cámara tomavistas fija, se grabó una actuación de ballet. En el segundo filme, la cámara grababa diferentes detalles, primeros planos, etc. Se diferenciaba, de este modo, entre un ballet grabado como si de un teatro filmado se tratara, y una interacción más clara entre el medio del cine y la realidad.

### Filmes sin película
En esta  época de guerra era muy difícil encontrar  película virgen. La que había se usaba en la industria cinematográfica y no quedaba para fines  pedagógicos. En este contexto, Kuleshov y sus alumnos del Laboratorio realizaron los llamados filmes sin película. Se trataba de la puesta en escena de una serie de historias breves, llenas de acción y construidas sobre la base de los principios del montaje.
Se reproducía teatralmente el lenguaje cinematográfico (primeros planos, montajes alternados y paralelos, fundidos…) mediante diferentes técnicas. Con un juegos de luces se evocaba el montaje entre  encuadres teniendo en cuenta los  raccords con el movimiento de los actores. Con una cortina se construían los  planos (medios, etc.). Para producir el efecto de campo / contracampo, usaron una luz alumbrando primero al actor y después al objeto que miraba. En tercer lugar, de nuevo el rostro del actor con la reacción.
Estos filmes, de entre 30 y 40 minutos de duración, se abrían al público bajo previo pago de un boleto. Se trataba de filmes de  género ( policíaco,  cómico,  de aventuras…) provenientes del cine estadounidense. El número 147 de la Calle San José fue el primero de una serie de espectáculos que siguieron con  La media veneciana, La manzana y el anillo, Oro y Un trozo de carne.

## Tercera etapa
En 1922, el director y los alumnos dejaron la escuela de cinematografía (112-113) y en 1924 se grabó el primer largometraje del Laboratorio, Las extraordinarias aventuras de Mr. West en el país de los bolcheviques. El guion, escrito por el poeta Nikolái Aséiev, fue cambiado totalmente por Kuleshov y por  Pudovkin que solo mantuvieron el nombre de los personajes. Fue financiado por el Comité Cinematográfico, Goskinó, al igual que las siguientes películas del Laboratorio.
Al año siguiente, el laboratorio realizó El rayo de la muerte. Debido a las polémicas sobre el filme, la estructura del Laboratorio cambió significativamente.  Pudovkin, Barnett y Obolenski dejaron el grupo para trabajar por cuenta propia, aunque siguieron colaborando puntualmente.
El resto de los componentes del Laboratorio siguieron con la producción de dos filmes que iban a constituir una crítica a la Nueva Política Económica, además de un desafío al cine de cámara;  Por ley, una producción de 1926 sobre un guion de  Shklovski basado en The Unexpected, un cuento de Jack London, y La periodista (Una persona conocida por vosotros), un filme de 1927.
La última supone además un testamento espiritual para A. Jojlova que queda fuera de las escenas cinematográficas hasta 1933. Supone también una respuesta a la cultura que relegaba a la mujer a un segundo puesto de inferioridad.
Tras haber rechazado la producción de un guion, Kuleshov y Jojlova se trasladan a Georgia, dejando para siempre la Sovkinó (ex Goskinó).

## Etapa final
En Georgia, Kuleshov comenzó con la realización de Locomotora nº B-1000. El filme quedó incompleto. Más adelante se dedicó a documentales y cortos publicitarios como La fábrica de salchicas.
En 1929, publicó El arte del cine, una colección de ensayos iniciados en 1917. El valor del libro se vio disminuido por la falta de originalidad ya que, tres años antes,  Pudovkin había publicado El Director cinematográfico y el material cinematográfico, que suponía una reelaboración de las ideas del maestro más las experiencias en el Laboratorio.
Entre 1929 y 1930, realizó El alegre canario y Dos Buldi Dos, producciones que fueron posibles bajo la condición de que Kuleshov no trabajase con su equipo de siempre.
Kuleshov y Jojlova habían regresado a Moscú y el cine sonoro llegaba a Rusia. Antes de experimentar con ello, Kuleshov realizó dos documentales entre 1930 y 1931 (Meta, filme de propaganda  y Cuarenta corazones, sobre el  plan leninista GOELRO de electrificación de la Unión Soviética) y colaboró con el guion del filme de Aleksandra Jojlova  Sasha. En 1932, dirigió Horizonte.
Se concluyó el período de la Nueva Política Económica. Se abrió el primer plan quinquenal del socialismo en un solo país. Se acentuaba un desarrollo y centralización de la industria. No había espacio para la iniciativa privada, los fondos se nacionalizan, se hacían más inversiones para mejorar la producción, por ejemplo, con el cine sonoro.
En 1933, Kuleshov rodó El gran consolador, basada en la biografía de O. Henry y dos relatos suyos, y Dojunda en 1934.

## Últimos años
A partir de 1939, Kuleshov dirigió tres películas más hasta 1943, fecha tras la cual comenzó a dedicar la mayor parte de su tiempo a la enseñanza como catedrático en la Escuela de Cine de Moscú.
Sus últimos años de vida los pasó junto a Aleksandra Jojlova en un pequeño apartamento en Moscú. Lev Kuleshov murió en Moscú el 29 de marzo de 1970.

## Filmografía
| Año  | Título castellano                                                        | Título original                                            | Notas                                  |
| 1918 | El proyecto del ingeniero Prait                                          | Проект инженера Прайта                                     |                                        |
| 1919 | La canción inacabada del amor                                            | Песнь любви недопетая                                      |                                        |
| 1920 | En el Frente Rojo                                                        | На красном фронте                                          | perdido                                |
| 1924 | Las extraordinarias aventuras de Mr. West en el país de los bolcheviques | Необычайные приключения мистера Веста в стране большевиков |                                        |
| 1925 | El rayo de la muerte                                                     | Луч смерти                                                 |                                        |
| 1926 | Locomotora número B-1000                                                 | Паровоз Б-1000                                             |                                        |
| 1926 | Por Ley                                                                  | По закону                                                  |                                        |
| 1927 | Su conocida (La periodista)                                              | Ваша знакомая (Журналистка)                                |                                        |
| 1929 | El alegre canario                                                        | Веселая канарейка                                          |                                        |
| 1929 | Dos-Buldi-Dos                                                            | Два-бульди-два                                             | codirigida con Nina Agadzhánova-Shutkó |
| 1931 | Cuarenta corazones                                                       | Сорок сердец                                               |                                        |
| 1932 | El horizonte                                                             | Горизонт                                                   |                                        |
| 1933 | El gran consolador                                                       | Великий утешитель                                          |                                        |
| 1934 | Dojunda                                                                  | Дохунда                                                    |                                        |
| 1940 | Los siberianos                                                           | Сибиряки                                                   |                                        |
| 1941 | Incidente en un volcán                                                   | Случай в вулкане                                           |                                        |
| 1942 | El juramento de Timur                                                    | Клятва Тимура                                              |                                        |
| 1943 | Somos de los Urales                                                      | Мы с Урала                                                 |                                        |

## Premios
- Doctor en Artes (1946)
- Artista del pueblo de la RSFS de Rusia (1969)
- Orden de Lenin
- Orden de la Bandera Roja del Trabajo